# Lillesjön (Långaryds socken, Småland, 633177-135724)
Lillesjön är en sjö i Hylte kommun i Småland och ingår i Nissans huvudavrinningsområde. Sjön är 3 meter djup, har en yta på 0,046 kvadratkilometer och är belägen 158,8 meter över havet. Vid provfiske har bland annat abborre, braxen, gädda och mört fångats i sjön.

## Fisk
Vid provfiske har följande fisk fångats i sjön:
- Abborre
- Braxen
- Gädda
- Mört
- Sutare